# Kecamatan Tarakan Utara
Kecamatan Tarakan Utara (indonesiska: Tarakan Utara) är ett distrikt i Indonesien.   Det ligger i provinsen Kalimantan Utara, i den norra delen av landet, 1 600 km nordost om huvudstaden Jakarta. Kecamatan Tarakan Utara ligger på ön Pulau Tarakan.